# Formule Ford

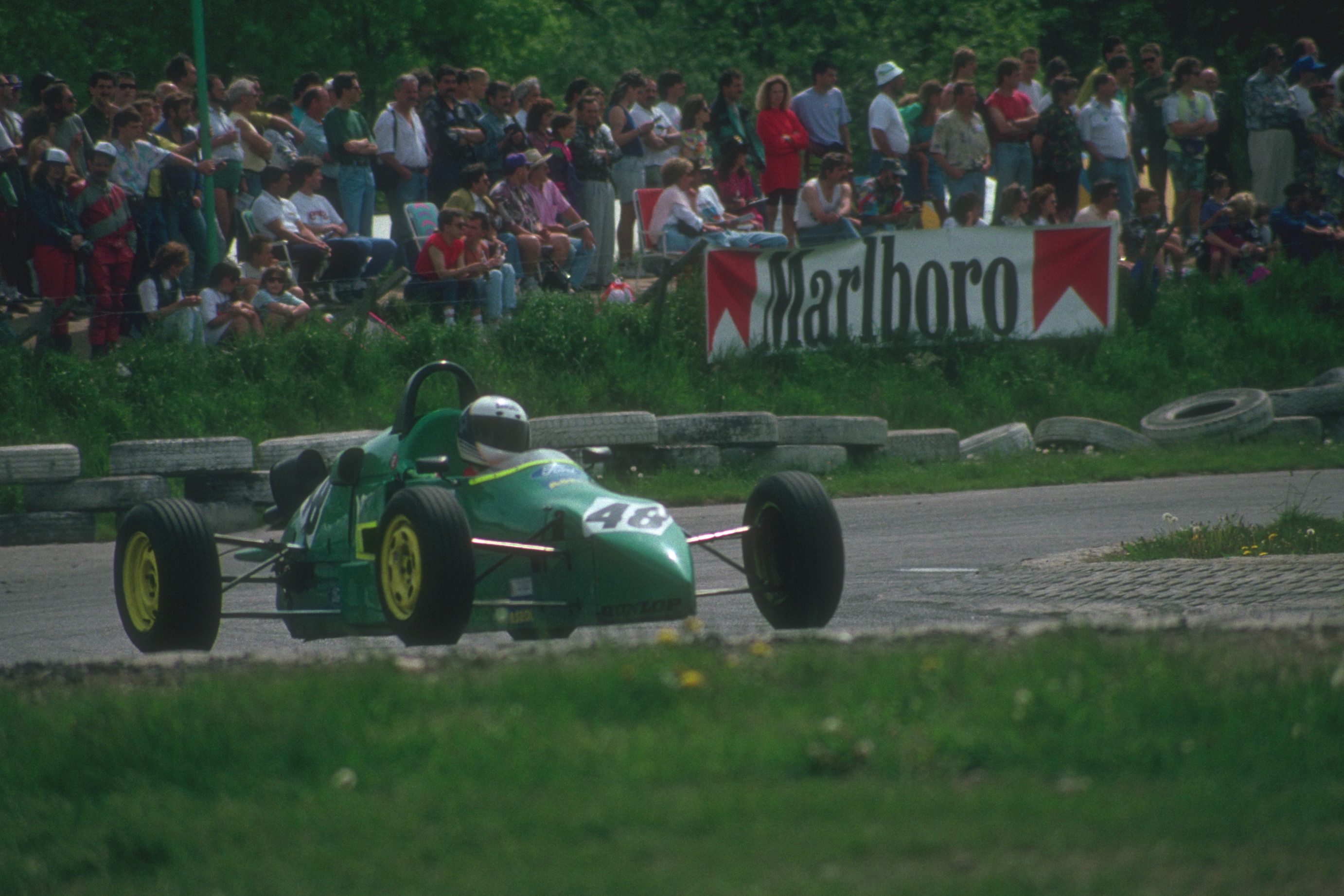
Formule Ford

Formule Ford is een raceklasse die als opstapje dient voor vele talenten. Het is een amateurklasse ontstaan in 1966. Bijzonder aan deze klasse is dat de carburateur buiten de auto hangt.

## De auto
Een Formule Ford-auto weegt 420 kg, er zit een motor in van 115 pk en ze gaan van 0 naar 100 km/u in minder dan 5 seconden met een topsnelheid van 220 km/u. De motor is een 1.6L DOHC 16v Duratec. De chassis zijn van staal. Populaire fabrikanten in de Formule Ford zijn Mygale en Van Diemen. Andere (kleinere) fabrikanten zijn Ray en Spirit.

## Wereldwijde competities
Dit zijn Formule Ford-competities over de hele wereld.
- Aziatische Formule Ford
- Australische Formule Ford
- Britse Formule Ford
- Nederlandse Formule Ford
- Benelux Formule Ford
- New South Wales Formula Ford
- Zuid-Afrikaanse Formule Ford
- Amerikaanse Formule Ford

### Klassieke Formule Ford-kampioenschappen
- Classic Formula Ford Competition
- Franse Formule Ford
- Historic Formula Ford

## Formule Ford Festival
Elk jaar wordt het Formule Ford Festival gehouden, hierin komen diverse coureurs uit de verschillende Formule Ford-klassen bij elkaar. De race wordt verreden op het korte (Indy) circuit van Brands Hatch.
| Jaar | Naam                 | Nationaliteit       | Team                | Beste Nederlander         | Beste Belg                        |
| ---- | -------------------- | ------------------- | ------------------- | ------------------------- | --------------------------------- |
| 1972 | Ian Taylor           | Verenigd Koninkrijk |                     | ?                         | Patrick Neve (6e)                 |
| 1973 | Donald MacLeod       | Verenigd Koninkrijk |                     | ?                         | ?                                 |
| 1974 | Richard Morgan       | Verenigd Koninkrijk |                     | ?                         | ?                                 |
| 1975 | Geoff Lees           | Verenigd Koninkrijk |                     | ?                         | ?                                 |
| 1976 | Derek Daly           | Ierland             |                     | Jan Lammers               | ?                                 |
| 1977 | Chico Serra          | Brazilië            |                     | ?                         | ?                                 |
| 1978 | Michael Roe          | Ierland             |                     | ?                         | ?                                 |
| 1979 | Donald MacLeod       | Verenigd Koninkrijk |                     | ?                         | ?                                 |
| 1980 | Roberto Moreno       | Brazilië            |                     | -                         | Didier Theys (11e)                |
| 1981 | Tommy Byrne          | Ierland             |                     | ?                         | ?                                 |
| 1982 | Julian Bailey        | Verenigd Koninkrijk |                     | ?                         | ?                                 |
| 1983 | Andrew Gilbert-Scott | Verenigd Koninkrijk |                     | ?                         | ?                                 |
| 1984 | Gerrit van Kouwen    | Nederland           |                     | Gerrit van Kouwen (1e)    | ?                                 |
| 1985 | Johnny Herbert       | Verenigd Koninkrijk |                     | Gerald van Uitert (20e)   | Eric van de Poele (9e)            |
| 1986 | Roland Ratzenberger  | Oostenrijk          |                     | Gerald van Uitert (4e)    | Arnaud Guiot (15e)                |
| 1987 | Eddie Irvine         | Ierland             |                     | -                         | -                                 |
| 1988 | Vincenzo Sospiri     | Italië              |                     | Michael Vergers (19e)     | Stephane Cohen (12e)              |
| 1989 | Niko Palhares        | Brazilië            |                     | Michael Vergers (2e)      | Marc Goossens (18e)               |
| 1990 | David Coyne          | Verenigd Koninkrijk |                     | Michael Vergers (4e)      | Marc Goossens (5e)                |
| 1991 | Marc Goossens        | België              | -                   | ?                         | Marc Goossens (1e)                |
| 1992 | Jan Magnussen        | Denemarken          | -                   | ?                         | ?                                 |
| 1993 | Russell Ingall       | Australië           | -                   | ?                         | ?                                 |
| 1994 | Jason Watt           | Denemarken          | -                   | ?                         | Vincent Vosse (3e)                |
| 1995 | Kevin McGarrity      | Verenigd Koninkrijk | -                   | ?                         | ?                                 |
| 1996 | Mark Webber          | Australië           | Van Diemen          | Michael Vergers (3e)      | -                                 |
| 1997 | Jacky van der Ende   | Nederland           | -                   | Jacky van der Ende (1e)   | -                                 |
| 1998 | Jenson Button        | Verenigd Koninkrijk | Haywood Racing      | Jeroen Bleekemolen (7e)   | John Svensson (9e)                |
| 1999 | Ricardo van der Ende | Nederland           | Duckhams Van Diemen | Ricardo van der Ende (1e) | Philip Cloostermans (uitgevallen) |
| 2000 | Anthony Davidson     | Verenigd Koninkrijk | Haywood Racing      | Michael Vergers (4e)      | Stefan de Groodt (10e)            |
| 2001 | Alan van der Merwe   | Zuid-Afrika         | Haywood Racing      | Tristan te Pas (13e)      | Stefan de Groodt (5e)             |
| 2002 | Jan Heylen           | België              | -                   | Jaap van Lagen (3e)       | Jan Heylen (1e)                   |
| 2003 | Joey Foster          | Verenigd Koninkrijk | -                   | Nelson van der Pol (13e)  | -                                 |
| 2004 | Dan Clarke           | Verenigd Koninkrijk | Team JLR            | Dennis Retera (7e)        | -                                 |
| 2005 | Duncan Tappy         | Verenigd Koninkrijk | Jamun Racing        | Dennis Retera (3e)        | -                                 |
| Jaar | Duratec              | Zetec               | Kent                | Beste Nederlander Duratec | Beste Belg Duratec                |
| 2006 | Benoît Perret        | Richard Tannahill   | Noel Dunne          | -                         | -                                 |
| 2007 | Nick Tandy           | -                   | Keith Dempsey       | Liroy Stuart (13e)        | -                                 |
| 2008 | Wayne Boyd           | Neil Tofts          | Josef Newgarden     | Chris Maliepaard (2e)     | -                                 |
| 2009 | Chrissy Palmer       | Neil Tofts          | Rory Butcher        | Liroy Stuart (2e)         | John Svensson (16e)               |
| 2010 | Dennis Lind          | Julian Hoskins      | Neville Smyth       | Michel Florie (6e)        | -                                 |
| 2011 | Scott Malvern        | Neil Tofts          | Ivor McCullough     | Steijn Schothorst (2e)    | -                                 |
| 2012 | Antti Buri           | Xavier Michel       | Ivor McCullough     | Bart van Os (3e)          | -                                 |
| 2013 | -                    | -                   | Niall Murray        | -                         | -                                 |